# Germinal (film, 1963)
Pour les articles homonymes, voir Germinal (homonymie).
Pour plus de détails, voir Fiche technique et Distribution.
Germinal est un film  réalisé par Yves Allégret, tourné en 1962 et sorti en 1963. Il est adapté du roman homonyme d'Émile Zola.

## Synopsis
1863. Étienne Lantier cherche du travail dans les mines du Nord après s'être fait licencier des chemins de fer pour ses idées révolutionnaires. Mais indigné par les conditions de travail des mineurs, il ne renonce pas à ses idées et fait une grève avec les mineurs. Cette grève entraîne l'intervention des soldats.

## Fiche technique
- Titre original : Germinal
- Réalisation : Yves Allégret
- Scénario : Charles Spaak, d'après le roman Germinal, d'Émile Zola
- Assistants réalisateur : Mara Luttor, Roger Pigaut
- Musique : Michel Magne, orchestre sous la direction de Jean Gitton
- Images : Jean Bourgoin
- Décors : Lucien Aguettand, Jacques Paris, assisté de Bela Zeichan, Jacques Dugied
- Montage : Henri Rust, assisté de Gisèle Chezeau et Andrée Davanture
- Opérateur : Louis Stein, assisté de J.J Tarbes
- Costumes : Lomballe, Jacques Cottin
- Son : Antoine Archimbaud, Jacques Carrère, Pierre Davoust (assistant) et Robert Teisseire
- Script-girl : Annie Rozier
- Direction artistique : Tibor Neil
- Artiste maquillage  : Jacques Bouban
- Régisseur général : André Retbi
- Régisseur extérieur : Louis Germain
- Accessoiriste : Pierre Clauzel
- Photographe de plateau : Jean-Louis Castelli
- Producteur délégué : Eugène Tucherer
- Tournage dans les studios de Boulogne-Billancourt
- Pays d'origine :  France,  Italie,  Hongrie
- Production : Les Films Marceau  -  Cocinor  -  Paris Elysées Film  -  Metzger et Woog  (Paris)  Laetitia Film (Rome), avec la collaboration de Hungaro Films et Hunnia Films (Budapest)
- Distribution : Cocinor
- Enregistrement système sonore Western Electric
- Tirage : Laboratoire Frany L.T.C Saint-Cloud
- Durée : 110 minutes
- Genre : Drame historique
- Pellicule 35mm, noir et blanc en Dyaliscope
- Année de tournage : 1962
- Date de sortie en France : le 18 septembre 1963

## Distribution
- Jean Sorel  : Étienne Lantier, le jeune nouveau mineur
- Berthe Granval : Catherine Maheu, la jeune femme
- Claude Brasseur : Marcel ou (Martin) Chaval, le mineur amoureux de Catherine
- Bernard Blier : Hennebeau, le patron d'un puits minier
- Claude Cerval : Victor Maigrat, le commerçant
- Philippe Lemaire : Henri Negrel l'ingénieur
- Jacqueline Porel : Mme Maigrat, la femme du commerçant
- Lea Padovani : La Maheude
- Pierre Destailles : Rasseneur, un aubergiste
- Paulette Dubost : Rose, la servante des Hennebeau
- Gabrielle Dorziat : la grand-mère de Catherine
- Simone Valère : Madame Clotilde Hennebeau
- Jacques Monod : Deneulin, le patron du puits « Jean Bart »
- Michèle Cordoue : la veuve Désir, patronne d'un bistrot
- Sándor Pécsi : Maheu, le mineur
- Gábor Koncz : Souvarine, le révolutionnaire
- Marianne Krencsey : la Mouquette, la fille facile
- Zoltán Makláry : Bonnemort, le vieux mineur [1]
- René Lefèvre-Bel : Félix, le majordome des Hennebeau
- Paul Amiot : un personnage officiel chez Hennebeau
- Jean Ozenne : un personnage officiel chez Hennebeau
- Gabor Aggardy
- Colette Colas
- Robert Dalban double la voix du contremaître Denserth
- Béla Barsy
- Zoltan Basilides
- Victoria Ujvary
- Lajos Kelemen
- Itala Békès
- Tamas Verdes
- Jozsef Madaras
- Miklos Zoltaï
- Laszlo Csakanyi
- Istvan Jahner
- Erzsi Mathé
- Zsuzsa Farkas
- Tibor Bitskey
- Laszlo Misoga
- Aniko Felfoldi
- Myrtill Nadassy
- Sandor Simenfalvy
- György Gonda
- Klari Tolnay
- Bertalan Solti
- Arpad Gyenga
- Miklos Szakats
- Otto Szokolay
- Endre Tallos
- Gabor Madi-Szabo
- Zoltan Gera
- Istvan Aval
- Marian Csernus
- Zsursa Banki
- György Kalman

### Revue de presse
- Jean-Elie Fovez, « Germinal », Téléciné no 113-114, Fédération des Loisirs et Culture cinématographique (FLECC), Paris, décembre 1963-janvier 1964,  (ISSN 0049-3287)